# Roland Foras
 (janvier 2019).
Roland Foras, né le 14 juillet 1914 et mort le 3 mars 1999, est un résistant français de la Seconde Guerre mondiale. Il sera déporté en Allemagne entre 1943 et 1945.

## Entrée dans la Résistance
Il entre dans la Résistance, mouvement Combat en septembre 1942. Il est responsable d'un dépôt d'armes, puis d'un poste radio émetteur-récepteur. 
Il participe à un parachutage en mars 1943 à Marnézia.

## L'arrestation
Arrêté par la gendarmerie française le 3 juin 1943, il est conduit à la maison d'arrêt de Lons-le-Saunier. Il est ensuite ransféré à la prison Saint Paul de Lyon le 24 août 1943 cellule 39, bâtiment D. Il est jugé par la Section Spéciale de Lyon le 18 et 19 octobre 1943 et condamné à 5 ans de réclusion. 
Par la suite, il est transféré à la Maison Centrale d'Eysses-Villeneuve sur Lot le 10 novembre 1943. Il participe à une tentative d'évasion le 19 février 1944.

## La déportation
Le 30 mai 1944, Roland Foras est livré aux troupes allemandes, lesquelles l'embarquent à la Gare de Penne en direction de Compiègne. Il arrive à Compiègne le 3 juin 1944 après trois jours de voyage très difficiles en raison du manque d'eau. Il est transféré le 19 juin 1944 en direction de Dachau. Ces trois jours de voyage sont aussi durs à vivre pour lui que pour les 120 autres personnes qui partagent son wagon de marchandise. La soif était la principale préoccupation. 
Le 22 août 1944, il est transféré à Kaufbeuren. Le 13 février 1945, il est transféré à Allach où il arrive le 14. Dès le 15 mars 1945, il doit réparer des voies ferrées de Munich. Le 25 avril 1945, les ordres cessent. Il affirme que « la fin de la guerre [était] proche, ainsi que notre libération ». Le 29 avril 1945, la journée est « assez calme et longue » jusqu'au soir où « le canon se met à tonner, les alliés approchent à grands pas ». Le 30 avril 1945 à 11h du matin, le camp est libéré par l'armée américaine, les détenus sont raccompagnés jusqu'à leur localité, Trévoux dans le cas de Roland Foras.

## Décorations
Il est nommé dans l'ordre de la Légion d'honneur au grade de chevalier le 23 mai 1980.  

### Autres médailles
- Médaille militaire
- Croix de guerre 1939-1945
- Croix du combattant volontaire
- Croix du combattant volontaire de la Résistance

## Sources
- Eric Blanchais, « MémorialGenWeb Fiche individuelle », sur memorialgenweb.org (consulté le 20 juin 2018)
- « Parcours de déportés », sur cnrd15.wixsite.com (consulté le 20 juin 2018)
- Préfecture du Jura, « Plus jamais ça : Dossier de presse 70e anniversaire du souvenir des victimes et héros de la déportation 1945-2015 », sur jura.gouv.fr, 2015 (consulté le 2018)

## Autre
Roland Foras était un camarade de Paul Morin, responsable des FUJP de l'Ain.